# Arma no letal

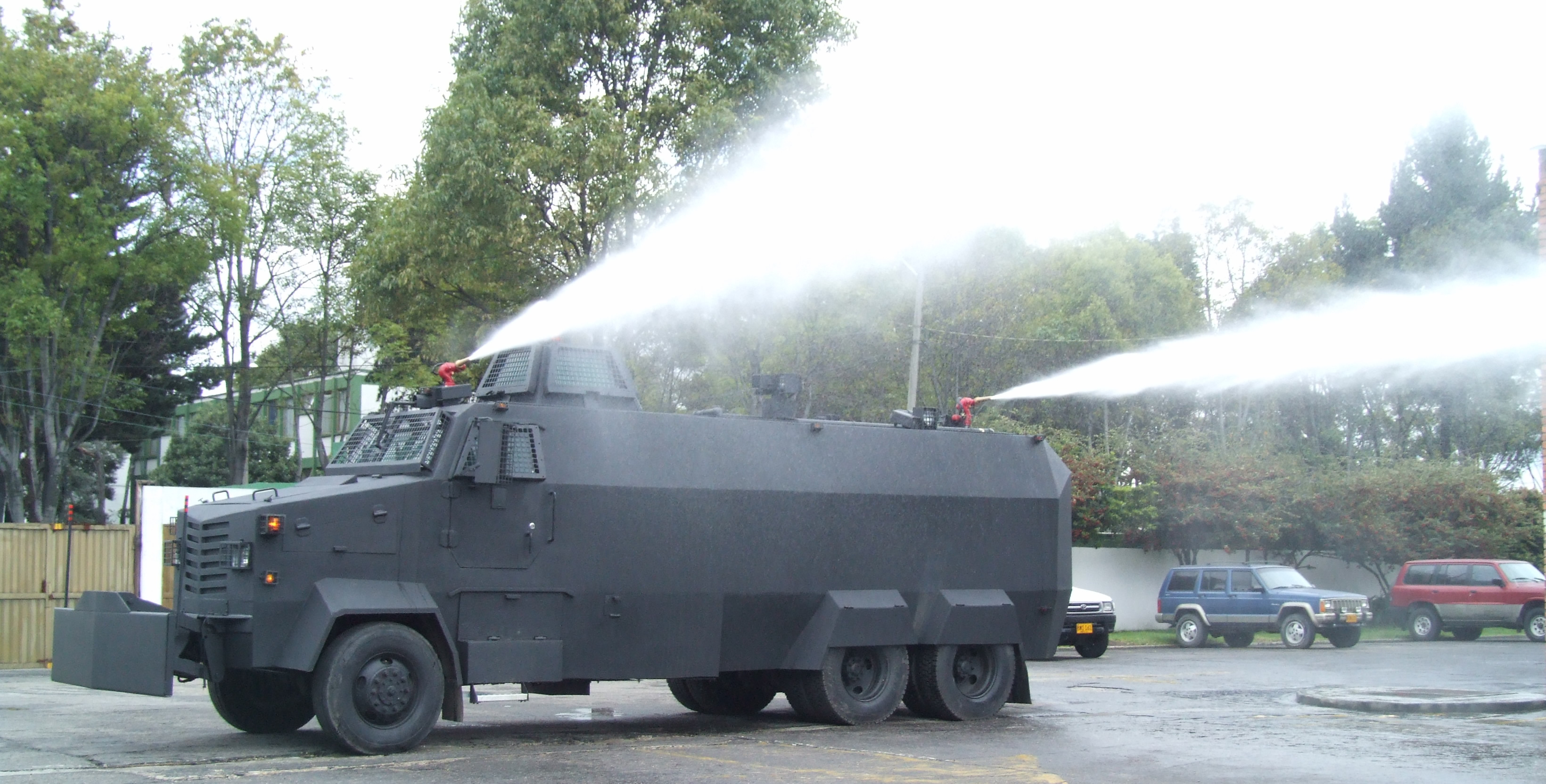
Tanqueta con cañones de agua.

Un arma no letal o arma menos letal es una herramienta diseñada para ser utilizada en intervenciones de mantenimiento del orden público con el fin de dispersar muchedumbres por medio del uso de la fuerza a distancia, cuyo uso esperado entraña menos riesgos de causar la muerte o lesiones graves que las armas convencionales. Su uso resulta controvertido, ya que existe la posibilidad de que sean letales o de que causen graves efectos en la salud de las personas si no se minimiza el riesgo en su aplicación.

## Tipología
Este tipo de arma se puede subdividir según la tecnología utilizada.
Armas contundentes
- Porra, bastón

Armas Optoelectrónicas y deslumbrantes
- Láser
- Luces LED
- Granadas de humo

Armas y equipos acústicos
- Dispositivos de alerta acústica
- Generadores de ultrasonidos

Armas químico-bacteriológicas, irritantes químicos, armas malolientes
- Skunk
- Gas lacrimógeno (CS)
- Gas pimienta, (oleorresina cápsica), Vanililamida ácida pelargónica (PAVA)

Pistolas de descarga eléctrica 
- Pistolas "TASER"

Proyectiles de impacto cinético
- Pelotas de goma
- Cartuchos bean bag
- Cañones de agua